# Arena (Tabasco)
Arena es una localidad del municipio de Nacajuca ubicado en la subregión centro del estado mexicano de Tabasco.

## Geografía
La localidad de Arena se sitúa en las coordenadas geográficas 18°07′31″N 92°56′57″O / 18.125278, -92.949167, a una elevación de 3 metros sobre el nivel del mar.

## Demografía
Según el Conteo de Población y Vivienda 2020, efectuado por el Instituto Nacional de Estadística y Geografía, la localidad de Arena tiene 51 habitantes, de los cuales 27 son del sexo masculino y 24 del sexo femenino. Su tasa de fecundidad es de 1.95 hijos por mujer y tiene 14 viviendas particulares habitadas.
| Gráfica de evolución demográfica de Arena entre 1940 y 2020 |
|                                                             |
| INEGI.                                                      |